# Augenmuskeloperation
Augenmuskeloperationen sind chirurgische Eingriffe an den äußeren Augenmuskeln und nehmen Einfluss auf die Mechanik, Beweglichkeit und Stellung der Augen zueinander. Sie dienen deshalb der Korrektur von latentem und manifestem Schielen (Strabismus), Augenzittern (Nystagmus) und okulär bedingten Kopfzwangshaltungen. Die operative Behandlung des Schielens wird auch als Schieloperation bezeichnet. Ihre Durchführung kann in jedem Alter notwendig werden und kommt in Betracht, wenn das Ausmaß eines Schielwinkels oder Augenzitterns die Entwicklung, Aufrechterhaltung oder Wiederherstellung eines beschwerdefreien beidäugigen Sehens nicht zulässt oder eine zentrale Fixation unmöglich macht. Zudem spielen auch, insbesondere im Erwachsenenalter, ästhetische und damit psychosoziale Erwägungen eine Rolle. 
In Deutschland werden bei einer medizinischen Indikation in der Regel die Kosten von den Krankenkassen übernommen. Augenmuskeloperationen werden meist stationär in Vollnarkose, teils auch ambulant und unter lokaler Betäubung durchgeführt. Bei dem für diese Eingriffe erforderlichen Aufwand ist jedoch auf Grund der Leistungs-, Kosten- und Honorarstrukturen eine Kostendeckung bei ambulanter Behandlung nicht zu erreichen.

## Prinzipien und Methoden
Ein Schielen ist Ausdruck eines pathologischen Gleichgewichts der am Augapfel angreifenden Drehmomente. In der Regel ist das primäre Ziel operativer Eingriffe, die je nach Krankheitsbild an einem oder auch an beiden Augen durchgeführt werden können, die Herstellung eines normalen Gleichgewichts unter dem Aspekt einer funktionellen Verbesserung und erst in zweiter Hinsicht einer kosmetischen. Durch unterschiedliche Verfahren und Techniken wird Einfluss auf die Wirkungsweise eines oder mehrerer Augenmuskeln genommen, wobei nicht alle Techniken auf jeden Muskel gleichermaßen anwendbar sind.
Bei einer Augenmuskeloperation wird der Augapfel weder eingeschnitten noch aus der Augenhöhle (Orbita) herausgenommen. Jedoch handelt es sich in der Regel immer um chirurgische Eingriffe an gesunden Augen, was eine hohe Anforderung an Sicherheit und Risikominimierung erforderlich macht.

### Veränderung der Muskelkraft
Die gesamte Muskelkraft ist die Summe aus seiner Kontraktionskraft und elastischen Spannung. Da es mit geeigneten Mitteln nur eingeschränkt möglich ist, die kontraktile Kraft eines Muskels zu verändern, liegt das Augenmerk auf der Veränderung der elastischen Kräfte. Je höher ein Muskel vorgedehnt ist, desto mehr elastische Kraft wird er dabei entwickeln.

#### Rücklagerung
Bei der Rücklagerung eines Augenmuskels wird dieser von seinem ursprünglichen Ansatzpunkt (Insertion) am Auge abgetrennt und in einem zuvor genau bestimmten Abstand weiter hinten in Muskelzugrichtung wieder am Bulbus angenäht. Dies bewirkt eine Verminderung seiner Vordehnung, so dass durch die Kraft des Antagonisten das Auge in ein neues Gleichgewicht gedreht wird. Das Ausmaß dieser Drehung ist davon abhängig, welche Spannung der Muskel vor und nach einem Eingriff aufweist. Ist die Spannung vor einer Operation besonders hoch, bspw. auf Grund einer Kontraktur, so wird auch die Änderung der Augenstellung nach einem Eingriff entsprechend groß sein. Insbesondere die Kraft des Antagonisten, aber auch die Spannung des passiven Orbitalgewebes haben zudem Einfluss auf den Operationseffekt. Das Ergebnis ist eine veränderte Augenstellung mit neuem Gleichgewicht bei einer niedrigeren Muskelspannung und verkürzter Abrollstrecke (siehe: Augenmuskeln).

#### Sehnenverlängerung (Elongatio)
Eine Sehnenverlängerung dient der Verringerung der Muskelspannung, ohne jedoch die Abrollstrecke zu verkleinern. Es gibt unterschiedliche Techniken einer Sehnenverlängerung, die jedoch von vergleichbarer Wirksamkeit sind. Eine einfache Methode ist die so genannte Schlingenoperation, bei der der Muskel an der Insertion abgetrennt und von Fäden angeschlungen wird, die mit einer definierten Länge am ursprünglichen Muskelansatz an der Sklera fixiert werden, so dass der Muskel frei an den Fäden hängt. Weitere Techniken der Sehnenverlängerung sind die sogenannte marginale Inzision und die Zungenoperation.

#### Verkürzungen (Resektion, Faltung, Vorlagerung)
Es gibt verschiedene Methoden der Muskelverkürzung. Bei einer Resektion trennt man den Muskel an seinem Ansatzpunkt am Auge ab, verkürzt ihn um eine zuvor genau ermittelte Strecke und näht ihn am ursprünglichen Ansatz wieder an. Bei einer Faltung wird mittels unterschiedlicher Techniken (freie oder instrumentelle Faltung) die Sehne des Muskels so mit Fixierfäden zusammengezogen, dass über den Nähten eine Falte entsteht, die somit den Muskel verkürzt. Bei einer Vorlagerung wird der Muskel nicht im eigentlichen Sinne verkürzt, sondern am ursprünglichen Ansatz abgetrennt und weiter vorn in Richtung des Limbus und entgegengesetzt der Muskelzugrichtung wieder fixiert.
Diese Methoden folgen alle dem Prinzip, die Vordehnung eines Augenmuskels zu erhöhen und so über die Steigerung seiner elastischen Spannung das Auge in eine neue Stellung zu drehen. Der erzielte Effekt ist wie bei der Rücklagerung abhängig von der einwirkenden Kraft des Muskels, die vor und nach einer Operation vorhanden ist, sowie von der des Antagonisten und passiven Gewebes in der Augenhöhle. Das Ergebnis ist eine veränderte Augenstellung mit neuem Gleichgewicht bei einer erhöhten Muskelspannung und, mit Ausnahme der Vorlagerung, gleicher Abrollstrecke.

#### Durchtrennungen
Weitere die Muskelkraft beeinflussende Methoden kennt man als komplette oder partielle Sehnen- bzw. Muskeldurchtrennung (Tenektomie und Tenotomie bzw. Myektomie und Myotomie), die jedoch als vollständige Durchtrennung an geraden Augenmuskeln nicht mehr durchgeführt werden und hier als Kunstfehler gelten.

### Veränderung der Exkursionsfähigkeit
Die Exkursionsfähigkeit eines Auges ist abhängig von der Kontraktilität und Dehnbarkeit der Augenmuskeln sowie der Flexibilität des Bandapparates. Zur Reduzierung der Exkursionsfähigkeit ist eine Verminderung der muskulären Dehnfähigkeit und Kontraktionsstrecke notwendig. Um dies zu erreichen, wendet man zwei Operationsmethoden an.

#### Fensterung (Fenestration)
Bei der Fensterung werden über die halbe Muskelbreite auf einer Länge von etwa 10 mm die Muskelfasern mittels eines Glühkauters zerstört. Dadurch entsteht im Muskel ein Fenster, das später durch Bindegewebe geschlossen wird.

#### Falsche Fadenoperation
Hierbei wird in einem Insertionsabstand von 16 mm etwa ein Drittel der Muskelbreite vom jeweiligen Muskelrand umschlungen und der äußere Bereich mit einem Glühkauter rasterartig behandelt.

### Veränderung der Abrollstrecke
Die Veränderung der Abrollstrecke verfolgt die Absicht, durch Bildung eines neuen, künstlichen Muskelansatzes den wirksamen Hebelarm zu verkürzen und so bei gleicher Muskelkraft das angreifende Drehmoment zu vermindern.

#### Faden-Operation (nach Cüppers)
Bei der Faden-Operation, auch retroäquatoriale Myopexie genannt, wird der Muskel hinter seinem eigentlichen Tangentialpunkt am Augapfel, also außerhalb der Abrollstrecke, so mit speziellen Fäden an der Sklera fixiert, dass ein neuer Ansatzpunkt entsteht. Abrollstrecke und Hebelarm werden dadurch verkleinert. Als Resultat wird die Muskelkraft, die den Bulbus dreht, in Zugrichtung des operierten Muskels in eine immer geringere Drehwirkung umgewandelt. Diese Wirkung ist progressiv.
Die übliche Dosierung der Fadenfixation beträgt 12-15 Millimeter hinter dem Muskelansatz. Eine spezielle Technik (adjustable sutures) erlaubt die postoperative Nachjustierung der gelegten Fäden, um das Ergebnis noch zu optimieren. Die Faden-Operation ist häufig ein probates Mittel, einen sehr großen konvergenten Nahschielwinkel erheblich zu reduzieren, ohne dass dies eine wesentliche Auswirkung auf den Fernschielwinkel hätte. Demnach wird sie bei großem Nahschielwinkel und deutlich kleinerem Fernschielwinkel angewandt (Konvergenzexzess). Eine weitere Indikation stellen nystagmusbedingte schwankende Schielwinkel dar.
Die Entwicklung und Einführung der Faden-Operation geht auf den deutschen Strabologen Curt Cüppers zurück.

### Veränderung der Bulbusstellung
Bei Veränderungen der Bulbusstellung wird das Ziel verfolgt, den Parallelstand der Augen durch ein Gleichgewicht der Drehmomente eines Muskels und seines Antagonisten herzustellen, das zuvor eine Schielstellung aufrechterhalten hat.

#### Kombinierte Operation
Die kombinierte Operation besteht aus der gleichzeitigen Durchführung einer Rücklagerung eines Muskels und der Resektion seines ipsilateralen Antagonisten. Hierbei werden, vereinfacht ausgedrückt, aus der Schielstellung heraus die zu operierenden Muskeln vom Augapfel abgetrennt, der Bulbus gerade gedreht und die Muskeln wieder mit der Sklera verbunden. Im Idealfall herrschen in dieser Situation die gleichen Spannungsverhältnisse wie vor der Operation, und die angreifenden Drehmomente halten nicht mehr eine Schielstellung in einem stabilen Gleichgewicht aufrecht, sondern eine Parallelstellung.

### Veränderung der Muskelzugrichtung
Veränderungen der Muskelzugrichtung werden durch Verlagerung des Muskelansatzes quer zur ursprünglichen Zugrichtung erreicht. Dabei verschiebt sich auch die Muskelebene und stärkt oder schwächt bestimmte Teilfunktionen eines Muskels. Hierfür stehen, insbesondere beim Lähmungsschielen, unterschiedliche Verfahren zur Verfügung, bspw. Ansatzverlagerungen mit und ohne Sehnensplitting oder sogenannte Transpositionen, bei denen Teile eines Muskels so verlagert werden, dass sie ausgefallene Funktionen anderer Muskeln, zumindest eingeschränkt, übernehmen können. Beispiele sind die sogenannte Hummelsheim-Operation, darüber hinaus Verfahren der Transpositionschirurgie, die maßgeblich durch den deutschen Augenarzt Herbert Kaufmann entwickelt wurden.

### Verfahren bei Nystagmus und Kopfzwangshaltungen
Operationsmethoden bei Nystagmus sind zum einen die Kestenbaum-Operation (auch: Parallelverschiebung), eine beidseitig durchgeführte kombinierte Operation mit dem Ziel der Reduzierung einer Kopfzwangshaltung und Verlagerung der Neutralzone in die Primärposition, zum anderen eine so genannte artifizielle Divergenz-Operation, eine einseitig durchgeführte kombinierte Operation, die dann indiziert sein kann, wenn eine Konvergenzbewegung zur Nystagmusberuhigung genutzt wird und Binokularsehen vorhanden ist. Besteht neben dem Nystagmus ein Strabismus, so kann auch eine Fadenoperation nach Cüppers in Frage kommen.
Bei Kopfzwangshaltungen, die durch angeborene oder erworbene Augenmuskellähmungen (z. B. Duane-Syndrom) verursacht werden, entscheidet das Befundbild über die jeweilige Maßnahme. Auch hier ist in erster Linie das Ziel, die Zwangshaltung zu verringern und das Feld binokularen Einfachsehens zu vergrößern und/oder in Richtung der Primärposition zu verschieben.

### Prinzip der Gegenparese
Bei einem Lähmungsschielen kann ein Eingriff am nicht betroffenen Auge nach dem sogenannten Prinzip der Gegenparese durch Schwächung des kontralateralen („gesunden“) Synergisten (bspw. durch Rücklagerung oder insbesondere durch eine Faden-OP) in Frage kommen. Hierbei besteht das Wirkungsprinzip darin, die Augenmuskelparese in eine künstliche (artifizielle) Blicklähmung mit Verkleinerung des Sekundärwinkels zu überführen, und bei Fixation des nicht paretischen Auges eine entsprechende Innervationssteigerung des gelähmten Muskels zu erzielen, was eine Veränderung des Primärwinkels zur Folge hat.

## Einmuskelchirurgie vs. kombinierte Eingriffe
Die einseitige Rücklagerung oder Resektion eines Muskels ohne die gleichzeitige Operation des jeweiligen gleichseitigen Antagonisten bietet den Vorteil einer geringeren Belastung für das operierte Auge und einer einfacheren und schnelleren Durchführung des Eingriffs. Jedoch ist die Effektivität der Einmuskelchirurgie eingeschränkt. So haben kombinierte Eingriffe den Vorteil, dass für das Erreichen eines angestrebten Ergebnisses geringere Muskelstrecken operiert werden müssen und somit deutlich größere Schielwinkelreduktionen bei der Operation an einem Auge möglich sind. Zudem sind solche Eingriffe genauer dosierbar und verändern weniger die Spannungsverhältnisse der Muskeln. Ebenso kommt es nicht wie bei einmuskelchirurgischen Interventionen zu Veränderungen der Lidspalte auf Grund von Retraktion oder Propulsion des Augapfels. Zusammenfassend findet demnach die Einmuskelchirurgie eine sinnvolle Anwendung bei Schielwinkeln unter 8°. Bei größeren Winkeln sind kombinierte Methoden vorzuziehen.

## Minimalinvasive Strabismuschirurgie (MISS)
Die minimalinvasive Strabismuschirurgie (MISS) ist keine neue Technik zur Einflussnahme auf Schielabweichungen und der eigentlichen operativen Behandlung des Schielens, sondern stellt eine neue Methode dar, das Operationsgebiet zugänglich zu machen. Der Zugang erfolgte bisher in der Regel über einen speziellen Bindehautschnitt und das Freipräparieren der Muskeln. Als eine schonendere Alternative zum gängigen Limbusschnitt wurde sie als ein Verfahren mit kleinerer Schnittführung entwickelt. Sie geht im Wesentlichen auf den Schweizer Augenchirurgen Daniel Mojon zurück. Im Gegensatz zur herkömmlichen „Türflügel-Technik nach Harms“ oder „Fornix-Technik nach Parks“ wird die Bindehaut nur mit sehr kleinen Schnitten in der Größenordnung von nur wenigen Millimetern eröffnet.

## Dosis/Wirkungs-Verhältnis
Das Dosis/Wirkungs-Verhältnis sagt nicht zwangsläufig etwas über das positive Ergebnis einer Schieloperation aus. Dieses kann neben der Reduzierung von Schielabweichung natürlich auch in der Verbesserung oder Herstellung von Binokularsehen einer bestimmten Qualität liegen. Aus diesem Grund wird hier lediglich auf den mechanischen Effekt bestimmter Schieloperationen verwiesen.
Prinzipiell ist das Verhältnis von operierter Muskelstrecke zur Reduktion eines Schielwinkels von einer ganzen Reihe von Faktoren abhängig (Technik, Patientengut, Art des Schielens etc.). Über Jahre hinweg erfolgte statistische Auswertungen können jedoch entsprechende Aussagen über bestimmte Verfahren und Dosierungen treffen.

### Nichtparetisches Schielen
Kombinierte Operationen an den Horizontalmotoren beeinflussen den Fernschielwinkel ebenso wie den Nahschielwinkel, wenn die Gesamtoperationsstrecke auf beide Muskeln im Verhältnis 1:1 aufgeteilt ist. Je nach angewandter Technik beträgt der Effekt an Schielwinkelreduktion ca. 1,5° bis 2,0°/mm Gesamtoperationsstrecke. Dies bedeutet auch, dass Schielwinkel größer 22–25° bei einer in der Regel sinnvollen maximalen Gesamtoperationsstrecke von 12–14 mm je Auge nur durch einen Eingriff an beiden Augen zufriedenstellend angegangen werden können. Durch eine asymmetrische Verteilung der Gesamtoperationsstrecke können Unterschiede von Nah- und Fernwinkel, bzw. blickrichtungsabhängigen Winkeln berücksichtigt werden.
Isolierte Rücklagerungen zeigen einen deutlich geringeren Effekt von lediglich 0,7° bis 0,9°/mm Operationsstrecke.
Resektionen weisen eine geringfügig größere Wirkung auf, überschreiten jedoch auch eine Relation von 1,0°/mm nicht.
Der Operationseffekt an den geraden Vertikalmotoren entspricht bei Rücklagerungen und kombinierten Eingriffen in etwa den vorgenannten Werten. Auch bei den schrägen Vertikalmotoren lassen sich entsprechende Effekte feststellen, deren Wirkung sich jedoch auf die einzelnen Teilfunktionen der Muskeln entsprechend der geprüften Blickrichtungen verteilt.

### Paretisches Schielen
Die operative Reduktion von Schielwinkeln bei Augenmuskelparesen entspricht in etwa denjenigen Werten beim nichtparetischen Schielen, dies umso mehr, je weniger die Materialeigenschaften der operierten Muskeln von den Normwerten abweichen. Jedoch ist eine Angabe von Durchschnittswerten wenig sinnvoll, da die großen individuellen Unterschiede (Teilparesen, Paralysen, kombinierte Lähmungen etc.) entsprechende Aussagen nicht zulassen.

## Risiken und Besonderheiten

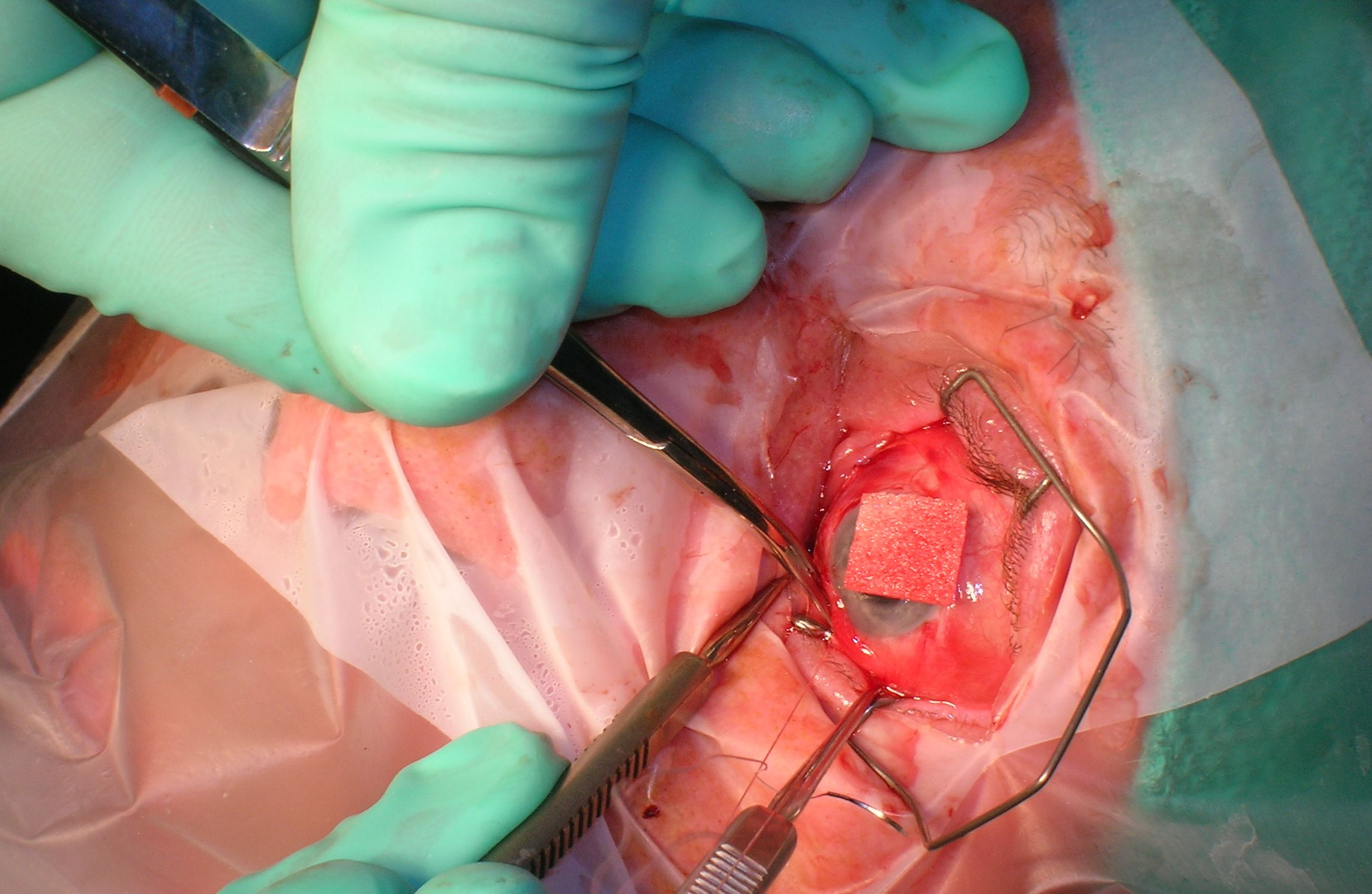
Freipräparieren des Musculus rectus inferior am linken Auge

### Blutungen, Trophik
Bei der Operation an den schrägen Augenmuskeln ist mit einer erhöhten Vorsicht dem Umstand Rechnung zu tragen, dass sich die obere und untere Vortexvene (Wirbelvene) in unmittelbarer Nachbarschaft zur jeweiligen Muskelinsertion befindet, und es während eines Eingriffs deshalb leicht zu stärkeren Blutungen kommen kann. Auch sollte zur Vermeidung trophischer Störungen die Anzahl der gleichzeitig zu operierenden Muskeln begrenzt sein. Die Abtrennung mehrerer Augenmuskeln (insbesondere der horizontalen und vertikalen Recti) eines Auges von ihrem Ansatz während eines Eingriffs könnte ansonsten zu Problemen in der Blutversorgung der vorderen Augenabschnitte führen.

### Herz-Kreislauf
Während einer Operation kann es durch den Zug an einem Augenmuskel zum sogenannten okulokardialen Reflex (Augen-Herz-Reflex) kommen, der mit Abfallen der Herzfrequenz (Bradykardie) und des Blutdrucks (Hypotonie) einhergehen und deshalb zu Komplikationen führen kann, vor allem bei Interventionen am Musculus rectus inferior und Musculus rectus medialis.

### Mechanische Störungen
Nach Augenmuskeloperationen kann es zu einem sogenannten „Fadengranulom“ kommen, das sich an der Fixationsstelle des operierten Muskels am Augapfel bildet. Bei einer Faltung des Musculus obliquus superior kann in seltenen Fällen eine passive Behinderung der Muskelsehne im Bereich der Trochlea eintreten, die man als postoperatives Brown-Syndrom bezeichnet.

### Infektionen, Verlust
Die Wahrscheinlichkeit einer dauerhaften Schädigung des Auges durch eine Augenmuskeloperation ist jedoch sehr gering. So liegt das Risiko für eine schwere Infektion oder gar den Verlust eines Auges bei 1:50.000. Ein Restrisiko ist jedoch niemals vollständig auszuschließen. Dies betrifft auch die Narkose.

### Doppelbilder
Besteht auch nur eine geringe Möglichkeit postoperativer Doppelbilder, so sollte dieses Risiko zuvor durch geeignete Maßnahmen wie einen Prismenausgleich oder Traktionstest untersucht und ggf. minimiert werden. Gänzlich zu vermeiden ist es jedoch nicht. Weitere Risiken können die Verkleinerung des binokularen Gesichtsfeldes sein, ebenso in seltenen Fällen die Verschlechterung der Sehschärfe.

### Über-, Unterdosierung
In manchen Fällen kann es sinnvoll sein, mit einer gezielten Überdosierung einen größeren Operationseffekt anzustreben, als es der eigentliche Schielwinkel primär notwendig macht. Grundlage dieser Vorgehensweise sind in der Regel medizinische Erwägungen, beispielsweise um drohende postoperative Doppelbilder zu vermeiden oder weil man ein späteres Nachlassen des Operationseffektes erwartet. In sehr seltenen Fällen kann es jedoch auch zu einer unbeabsichtigten Überdosierung kommen, die man ggf. durch eine Revisionsoperation korrigieren kann. Umgekehrt ist es möglich, dass sich trotz adäquater Dosierung der operierten Muskelstrecken die erwartete Reduzierung eines Schielwinkels nicht einstellt und der Operationseffekt hinter dem angestrebten Ergebnis zurückbleibt. In beiden Fällen ist diese operative Ungenauigkeit zu einem gewissen Anteil immer auch Ausdruck einer individuellen Eigenart des Patienten und deshalb nicht vorhersehbar.

### Zeitpunkt
Im Falle des angeborenen und frühkindlichen Begleitschielens gibt es unterschiedliche Ansätze hinsichtlich des optimalen Operationszeitpunktes. Eine frühe Operation bereits im Kleinkindalter von zwei bis drei Jahren unterstützt die Entwicklung von Binokularsehen. Ist ein solches beidäugiges Sehen in einer bestimmten Qualität vorhanden, so sorgt dies im Allgemeinen für eine günstigere Prognose bezüglich eines langfristig stabilen Operationsergebnisses. Eine spätere Operation im 5. bis 6. Lebensjahr hingegen ermöglicht eine deutlich genauere Untersuchung, Indikationsstellung und Dosierung des Eingriffs. Welche der beiden Varianten in Frage kommen kann, ist im Einzelfall zu beurteilen. Einigkeit besteht dahingehend, dass eine Schieloperation bei angeborenen und frühkindlichen Formen in jedem Fall vor der Einschulung erfolgen sollte und zuvor bereits eine entsprechende Okklusionsbehandlung eingeleitet und durchgeführt wurde.
Es gibt Schielerkrankungen, die erst nach vollständiger Entwicklung des beidäugigen Sehens, gleichwohl noch im Kindesalter akut auftreten und die als normosensorisches Spätschielen bezeichnet werden. In solchen Fällen ist wegen des drohenden Verlusts oder zumindest einer dauerhaften Schädigung des Binokularsehens in der Regel eine Sofortoperation innerhalb weniger Wochen nach Krankheitseintritt angezeigt.
Beim Lähmungsschielen ist der Zeitpunkt einer chirurgischen Intervention stark von den Befunden und der Grunderkrankung abhängig. In der Regel sollten etwa 12 Monate bis zu einem Eingriff vergehen, da sich innerhalb dieses Zeitraums die Situation noch signifikant verändern kann und auch unter konservativer Therapie spontane Besserungen möglich sind.

### Sonstiges
In seltenen Fällen kann durch die veränderten, am Auge angreifenden Kräfte ein Astigmatismus entstehen, bzw. ein bestehender verändert werden.
Je nach Krankheitsbild und Vorbehandlung kann es notwendig sein, einen Eingriff (auch) am nicht schielenden Auge durchzuführen.
Eine Augenmuskeloperation ersetzt nicht andere Behandlungsmaßnahmen, wie das Tragen einer Brille oder die Durchführung einer Okklusionsbehandlung.

## Heilungsprozess
Die Dauer der Heilung ist in der Regel abhängig von Art und Umfang der Operation, Anzahl der operierten Muskeln, aber auch von individuellen Faktoren. Sie wird über Tage bis Wochen durch die Gabe von Tropfen und Salben unterstützt, um die vorhandene Rötung und Reizung zu reduzieren. Allgemein sollte bis etwa 3 Tage nach der OP auf Lesen und sonstige visuelle Belastungen verzichtet werden, ebenso auf erhöhte körperliche Anstrengung, wie bspw. schweres Heben. Schwimmen sollte der Patient erst wieder nach etwa 2 Wochen. Eine aktive Ruhigstellung der Augen gibt es nicht. Die Augenmuskeln werden mittels sich selbst resorbierenden Fäden mit dem Auge verbunden. Insofern ist es unwesentlich, ob die Muskeln bereits wieder am Augapfel angewachsen sind oder noch durch die Fäden gehalten werden.

## Alternativen
Seit den 1980er Jahren wird in bestimmten Fällen das hochwirksame Nervengift Botulinumtoxin zur praeoperativen Diagnostik oder als Alternative zu einer Schieloperation, insbesondere beim Lähmungsschielen, verwendet. Seine Anwendung in der Strabologie wurde maßgeblich durch den deutschen Augenarzt Peter Roggenkämper erforscht und etabliert. Als Nachteile werden die eingeschränkte Dosierbarkeit und der nach einer gewissen Zeit nachlassende Effekt genannt.
In Abhängigkeit von Art und Ausmaß der Schielerkrankung bzw. der Kopfzwangshaltung kann auch eine Prismenbehandlung eine Schiel-OP ersetzen. Wegen optischer Nebenwirkungen, Gewichts des Brillenglases und kosmetischer Auswirkungen hat dieser Ansatz jedoch auch seine individuellen Grenzen, die fallweise ermittelt werden müssen.

## Geschichte
Die Auseinandersetzung mit dem Gedanken, die Stellung eines schielenden Auges durch eine Operation zu korrigieren, findet sich erstmals in schriftlicher Form in einem Zeitschriftenband des Mercure de France von 1737. Hierin ist zu lesen, dass ein britischer Augenarzt namens John Taylor eine „schnelle, fast schmerzlose und ungefährliche“ operative Methode entdeckt habe, schielende Augen geradezustellen. Der deutsche Chirurg Johann Friedrich Dieffenbach entwickelte, nachdem sein Freund Louis Stromeyer 1838 eine  Sehnendurchtrennung (Tenotomie) als operative Maßnahme zur Schielbehandlung empfohlen und an einer Leiche durchgeführt hatte, eine Technik der Schieloperation, bei der der Muskel einfach vollständig durchtrennt (Myotomie) und so durch die elastischen Kräfte in die Orbita zurückgezogen wurde, wo er nicht selten mit anderem Gewebe verwuchs. Im Jahre 1839 führte er eine solche Operation, die in ähnlicher Form bereits 1818 von William Gibson beschrieben worden war, erstmals am Lebenden durch. Der anfangs beeindruckende Effekt wurde seinerzeit dadurch getrübt, dass das so behandelte Auge bereits nach kurzer Zeit in Ermangelung zuvor vorhandener antagonistischer Kräfte massiv in die entgegengesetzte Richtung schielte. Erst Mitte des 19. Jahrhunderts wurden durch Albrecht von Graefe die physikalischen und physiologischen Grundlagen für das Verständnis von Muskelwirkungen und deren operative Veränderungen in der Strabologie etabliert. Bis in die 1980er Jahre hinein gab es noch derartige, als so genannte Dieffenbacher bekannte, Fälle, bei denen eine zufriedenstellende Revision jedoch denkbar schwierig oder auch gänzlich unmöglich war.
Als wegweisend hinsichtlich der Weiterentwicklung, Präzisierung und Verfeinerung der Augenmuskelchirurgie im ausgehenden 20. und beginnenden 21. Jahrhundert gelten unter anderem die deutschen Strabologen Curt Cüppers und Herbert Kaufmann.

## Bestandteil der Facharztausbildung
Um in Deutschland zur augenärztlichen Facharztprüfung zugelassen zu werden, müssen die Ärzte die Erfüllung eines Untersuchungs-, Behandlungs- und Operationskataloges nachweisen. Hierzu zählt auch die Durchführung von Augenmuskeloperationen. Nach den aktuellen Vorschriften der Bundesärztekammer zur Dokumentation der Weiterbildung gemäß (Muster-)Weiterbildungsordnung (MWBO) müssen 10 Eingriffe an geraden Augenmuskeln durchgeführt worden sein. Zudem ist eine Mitwirkung bei Augenmuskeloperationen höheren Schweregrades in nicht näher beschriebenem Umfang nachzuweisen.